# Francesco V de Ventimiglia

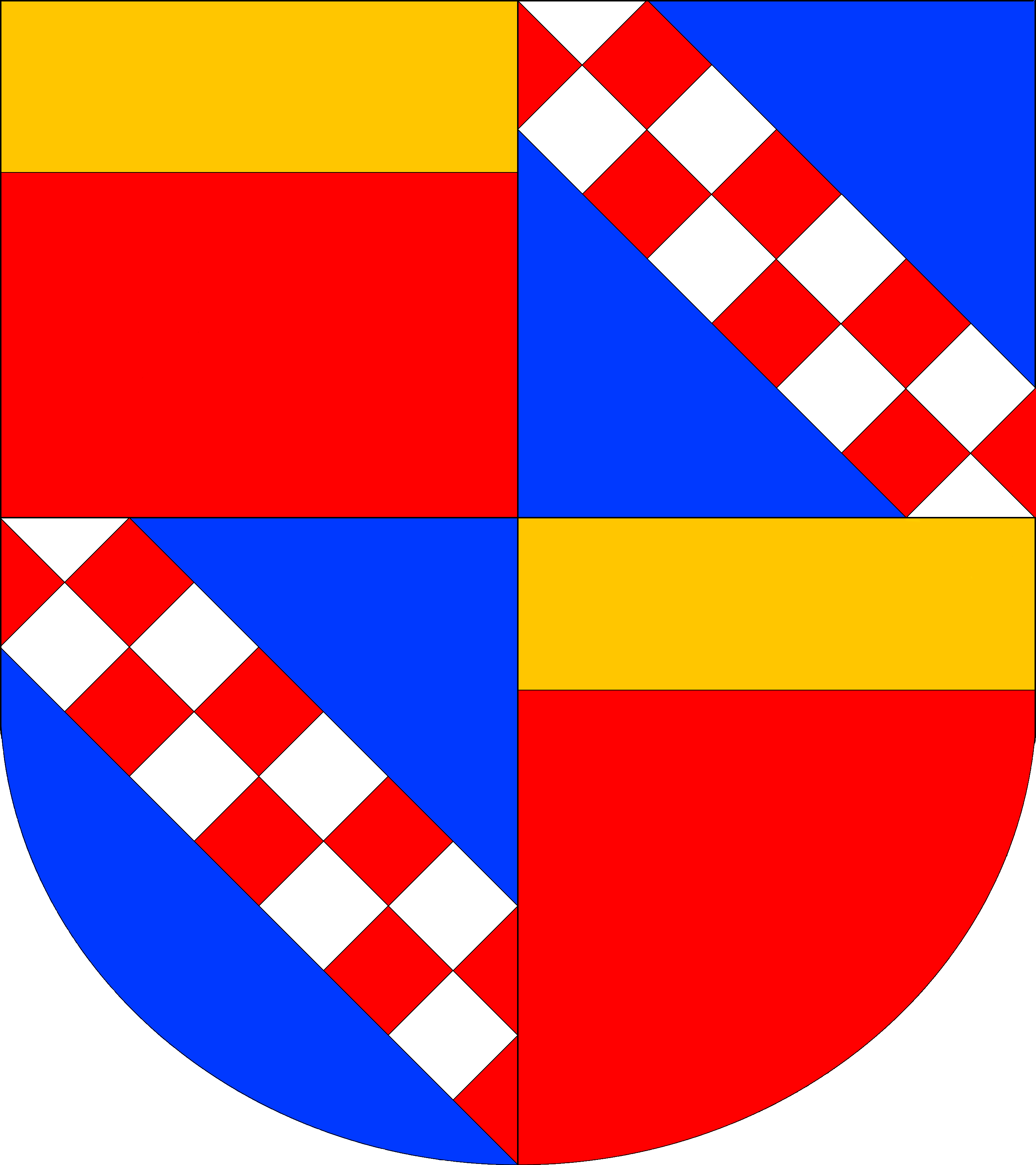
Escudo de armas del marqués de Irache: casa de Ventimiglia combinado con la casa de Altavilla, desde 1433.

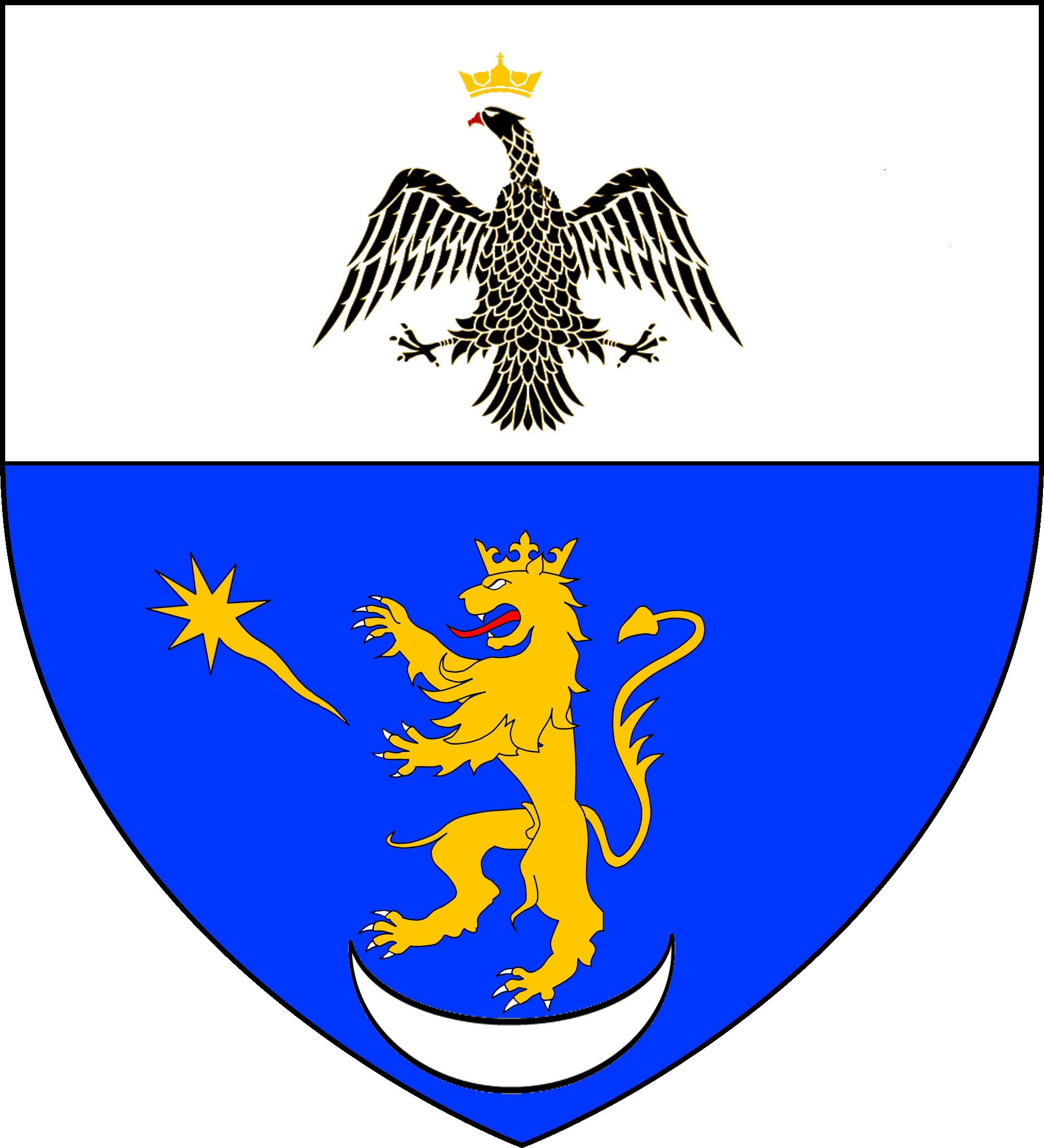
Casa de Arduino, barones de Gallidoro.

Francesco V de Ventimiglia Corvino (†1708, en Palermo. Fue sepultado el 25 de agosto de 1708 en el mausoleo de San Antonio di Padova de Palermo), fue un noble siciliano de la casa de Ventimiglia,  hijo de Girólamo de Ventimiglia Spadafora y de su esposa doña Giovanna Corvino Groppo, hija de Melchiore Corvino e Afflitto (hijo a su vez de Mariano Corvino y de María de Afflitto y de su esposa Ninfa Groppo e Mancuso.

## Títulos
- XVII marqués  de Irache.[5]
- XXXI conde de Geraci.
- grande de España.[6]
- X príncipe de Castelbuono.
- Príncipe de Belmontino.[7][8]
- Barón de Castellammare del Golfo, de Pollina e San Mauro.

## Matrimonio y descendencia
Casó Francesco V de Ventimiglia Corvino con Girólama de Giovanni e Arduino, de la casa de los barones de Gallidoro, investida el 1675 con los feudos de Graziano, Gallidoro, Gebbiarossa, Grasta, Miano, Rovitello e Tavernolo, con descendencia:
- Giovanni VI de Ventimiglia de Giovanni, XVIII marqués  de Irache, que sigue.
- Doménico Antonio Ventimiglia de Giovanni (+20 de enero de 1746), usufructuario del título de príncipe de Belmontino,[9] por donación de su hermano Giovanni VI de Ventimiglia en 1723. Casó Domenico Antonio con Francesca Spínola e Montaperto, hija única y heredera de Luigi Spínola, príncipe de Grammonte (principado que heredará más tarde Giovanni Luigi de Ventimiglia, XX marqués  de Irache) y de su esposa Melchiora de Montaperto e Bonanno, de la casa de los príncipes de Raffadali.

## Línea de sucesión en elmarquesado de Irache
| Predecesor: Girólamo de Ventimiglia Spadafora | Casa de Ventimiglia | Sucesor: Giovanni VI de Ventimiglia Corvino |